# هیردن
هیردن (به هلندی: Hierden) یک منطقهٔ مسکونی در هلند است که در هاردرویک واقع شده‌است. هیردن ۸٫۵ کیلومتر مربع مساحت و ۲٬۶۹۰ نفر جمعیت دارد.